# 奧謝克里夫
50°55′1″N 24°41′13″E / 50.91694°N 24.68694°E
奧謝克里夫（烏克蘭語：Осекрів），是烏克蘭的村落，位於該國西部沃倫州，由科韋利區負責管轄，始建於1577年，面積0.54平方公里，海拔高度204米，2001年人口112，人口密度每平方公里209.35人。